# Stora skälvan
Stora skälvan är en svensk TV-serie i sex fristående avsnitt från 1972. Manus och regi av Leif Krantz, foto av Jörgen Persson och klippning av Roger Sellberg. Den visades i februari till mars 1972 på TV2.
Serien spelades in i Bohuslän sommaren 1971 och handlar om ett ungdomsgäng som samlas i ett gammalt vrak om kvällarna. Där berättar de om det hemskaste de varit med om och varje avsnitt är en berättelse.
Sista avsnittet fälldes av Radionämnden för att det innehöll alltför påtagliga och obehagliga våldsscener.
Det fem första avsnitten sändes i textad repris på TV2 i januari och februari 1974. Serien utgavs som bok 1972 (i två delar) av Askild & Kärnekull, och på DVD 2010.

## Avsnitt
- Del 1. Försvinnandet (huvudroll och berättare: Gunilla Thunberg)
- Del 2. Falkarna (huvudroll och berättare: Stefan Feierbach)
- Del 3. Fästningen (huvudroll och berättare: Staffan Hallerstam)
- Del 4. Den svarta båten (huvudroll och berättare: Michael Persson)
- Del 5. Tiotusen kalla (huvudroll och berättare: Maria Lindberg)
- Del 6. Bakhållet (huvudroll och berättare: Mikael Wetterlundh)

## Medverkande
- Gunilla Thunberg        — Kia Falker
- Eddie Axberg            — "Östen"
- Stefan Feierbach        — Tor
- Rolf Saxmark	     — Elias Nordström
- Staffan Hallerstam      — Björn Friberg
- Rune Turesson	   — kapten Nord, Björns fasters inackordering
- Michael Persson	   — Reine
- Jörgen Barwe	    — ena smugglaren
- Klas Jahnberg	   — andra smugglaren
- Maria Lindberg — Annika Österholm
- Margareta Bergman	   — damen på tåget
- Axel Düberg	   — "Violen", mannen på Göteborgs central med en viol i rockuppslaget
- Sören Söderberg	   — "kaptenen"
- Mikael Wetterlundh	   — Lars-Åke
- Lena Ag	            — Lena
- Ann-Christine Josephson  — Kickan
- Niklas Strömstedt        — Tommy
- Jörgen Düberg	    — Johan